# Wilhelm Reich
Wilhelm Reich (n. 24 martie 1897, Dobreanîci, Bezirk Przemyślany⁠(d), Regatul Galiției și Lodomeriei, Austro-Ungaria – d. 3 noiembrie 1957, Lewisburg⁠(d), Pennsylvania, SUA) a fost un psihiatru, psihanalist american de origine austriaco-ebraică.
A aparținut celei de-a doua generații de psihanaliști după Sigmund Freud și a fost o figură radicală în istoria psihiatriei. A introdus conceptul de energie orgonică, pe care a considerat-o ca fiind primordială și a susținut că multe boli pot fi tratate prin deblocarea acesteia.
În timpul celui de-al Doilea Război Mondial, a fost arestat de FBI, care, la o percheziție a găsit în locuința un exemplar din Mein Kampf și alte cărți compromițătoare. A fost dus pe insula Ellis, unde a fost reținut pentru trei săptămâni.

## 1947-1957: Probleme juridice
În februarie 1954, Procurorul Statelor Unite ale Americii pentru Districtul Maine a depus o plângere de 27 de pagini prin care cerea un ordin permanent în conformitate cu secțiunile 301 și 302 din Legea federală a alimentelor, medicamentelor și cosmeticelor pentru a preveni distribuirea interstatală a acumulatorilor orgonici și să interzică literatura promoțională. Reich a refuzat să apară în instanță, susținând că nici o instanță nu ar fi în măsură să evalueze activitatea sa.
La 19 martie 1954 judecătorul John D. Clifford, Jr. a ordonat ca toți acumulatorii, piese și instrucțiunile să fie distruse și cele mai multe dintre cărțile lui Reich care menționează orgonii să nu mai fie tipărite.

## Wilhelm Reich și fenomenul OZN

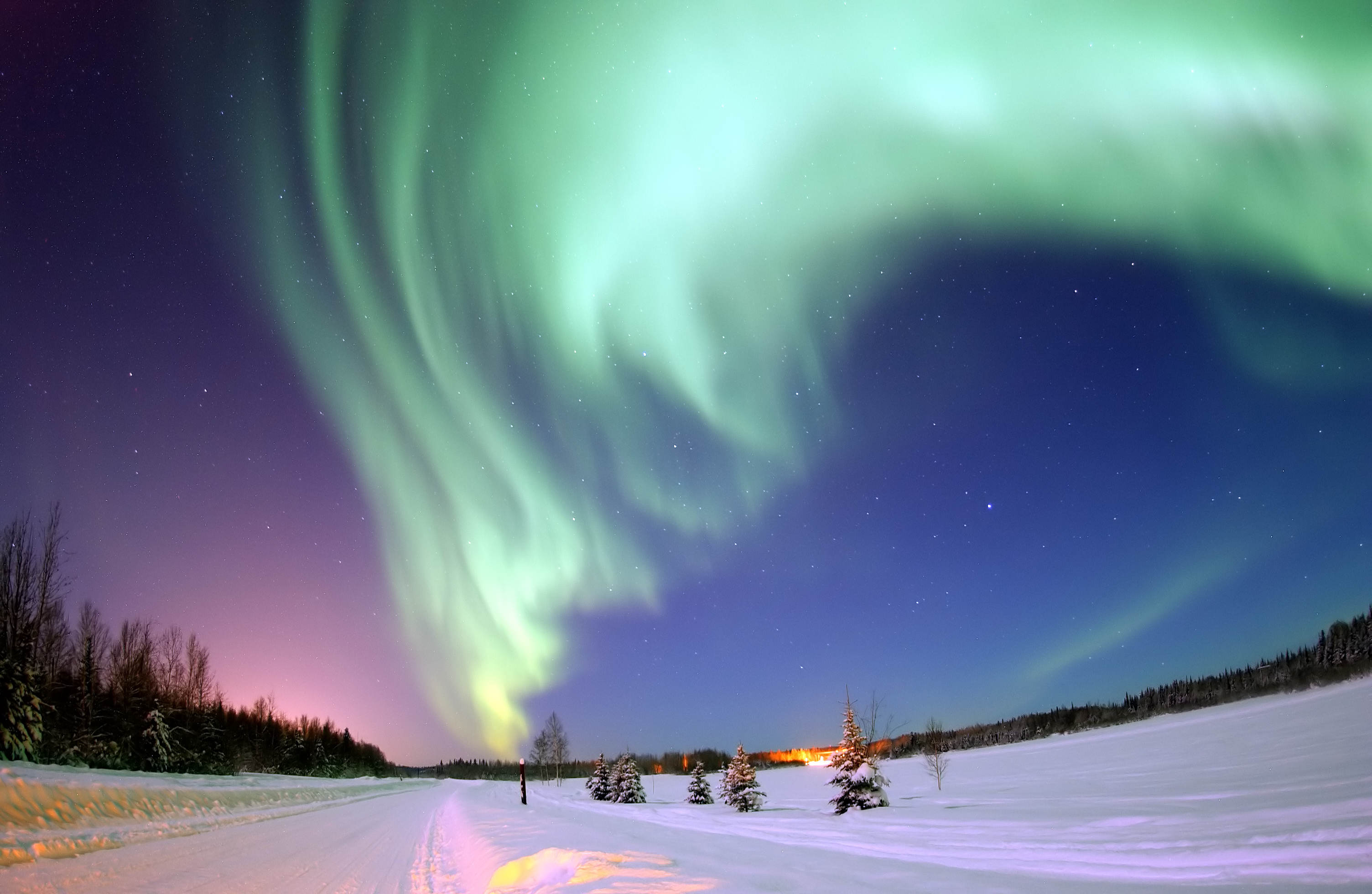
Reich a argumentat că orgonii sunt responsabili pentru culoarea luminilor nordice.

Conform autorului Christopher Turner, ordinul a dus la o deteriorare suplimentară a sănătății mintale a lui Reich. De la începutul anului 1954 (cel puțin), el a început să creadă că planeta noastră a fost atacată de OZN-uri, sau de „energie alphas”, așa cum le denumea el. El a spus că le-a văzut de mai multe ori zburând peste Orgonon – având forma unor trabucuri subțiri cu ferestre – lăsând în urma lor fluxuri de radiații negre mortale de orgoni, despre care credea că extratereștrii le împrăștie pentru a distruge Pământul.
El și fiul său și-au petrecut nopțile în căutarea OZN-urilor cu ajutorul unor telescoape și binocluri, iar când au crezut că au găsit un OZN au îndreptat spre el un dispozitiv denumit „cloudbuster” pentru a suge energia din el. Reich a susținut că a tras în mai multe astfel de OZN-uri pe care le-ar fi doborât. Înarmați cu două „cloudbustere”, cei doi au dus o luptă pe care Reich a numit-o o "luptă interplanetară la scară largă" în Arizona, unde a închiriat o casă ca pe o stație de bază. În cartea sa Contact cu spațiul cosmic (Contact with Space, 1956), el a scris despre posibilitatea ca propriul său tată să fi fost în spațiu.
La sfârșitul anului 1954, Reich a început o aventură cu Grethe Hoff, o fostă pacientă. Hoff a fost căsătorită cu un alt fost student și pacient al său, psihologul Myron Sharaf, care, zeci de ani mai târziu, a devenit principalul biograf al lui Reich cu cartea sa Furie pe Pământ (Fury on Earth, 1983). Hoff și Sharaf au avut primul lor copil cu un an înainte ca Hoff să-l părăsească pentru Reich; căsătoria nu a fost niciodată reparată, deși aventura s-a încheiat în iunie 1955. Două luni mai târziu, Reich a început o altă relație, de data aceasta cu Aurora Karrer, un cercetător medical și, în noiembrie, s-a mutat din Orgonon într-un apartament din Alban Towers, Washington, D.C., pentru a trăi cu ea, folosind pseudonimul Dr. Walter Roner.

## Lucrări
în engleză
- The Discovery of Orgone, Volume 1: The Function of the Orgasm, 1942 (Die Entdeckung des Orgons Erster Teil: Die Funktion des Orgasmus, tradusă din germană de Theodore P. Wolfe)
- Character Analysis, 1945 (Charakteranalyse, tradusă din germană de Theodore P. Wolfe)
- The Sexual Revolution, 1945 (Die Sexualität im Kulturkampf, tradusă din germană de Theodore P. Wolfe)
- The Mass Psychology of Fascism, 1946 (Massenpsychologie des Faschismus, tradusă din germană de Theodore P. Wolfe)
- The Discovery of Orgone, Volume 2: The Cancer Biopathy, 1948
- Listen, Little Man!, 1948 (Rede an den kleinen Mann, tradusă din germană de Theodore P. Wolfe)
- The Orgone Energy Accumulator, Its Scientific and Medical Use, 1948
- Ether, God and Devil, 1949
- Cosmic Superimposition: Man's Orgonotic Roots in Nature, 1951
- The Invasion of Compulsory Sex-Morality, 1951
- The Oranur Experiment: First Report (1947–1951), 1951
- The Murder of Christ (The Emotional Plague of Mankind), 1953
- People in Trouble (The Emotional Plague of Mankind), 1953 (Menschen im Staat)
- The Einstein Affair, 1953
- Contact with Space: Oranur Second Report, 1951–1956, 1957